# Coupe d'Europe des vainqueurs de coupe de football 1980-1981
Navigation
Coupe des coupes 1979-1980 Coupe des coupes 1981-1982
La 21e édition de la Coupe des coupes est remportée par le club d'Union soviétique du FC Dinamo Tbilissi, qui bat les Est-Allemands du FC Carl Zeiss Iéna lors de la finale disputée au Rheinstadion de Düsseldorf. C'est le premier titre européen de l'histoire du club et le deuxième titre d'un club soviétique après le succès du Dynamo Kiev en 1975.
Cette édition voit la 1re participation à une coupe d'Europe d'une équipe réserve : le Real Madrid Castilla. L'équipe réserve du Real est en effet finaliste de la Coupe d'Espagne face à son équipe première, qui elle est qualifiée pour la Coupe des clubs champions.
C'est l'attaquant anglais David Cross de West Ham United qui remporte le titre de meilleur buteur de la compétition avec six réalisations.

## Tour préliminaire
| Équipe 1  | Résultat | Équipe 2         | Aller | Retour |
| --------- | -------- | ---------------- | ----- | ------ |
| Celtic FC | 7 - 2    | Diósgyőri VTK    | 6 - 0 | 1 - 2  |
| Altay SK  | 0 - 4    | Benfica Lisbonne | 0 - 0 | 0 - 4  |

## Seizièmes de finale

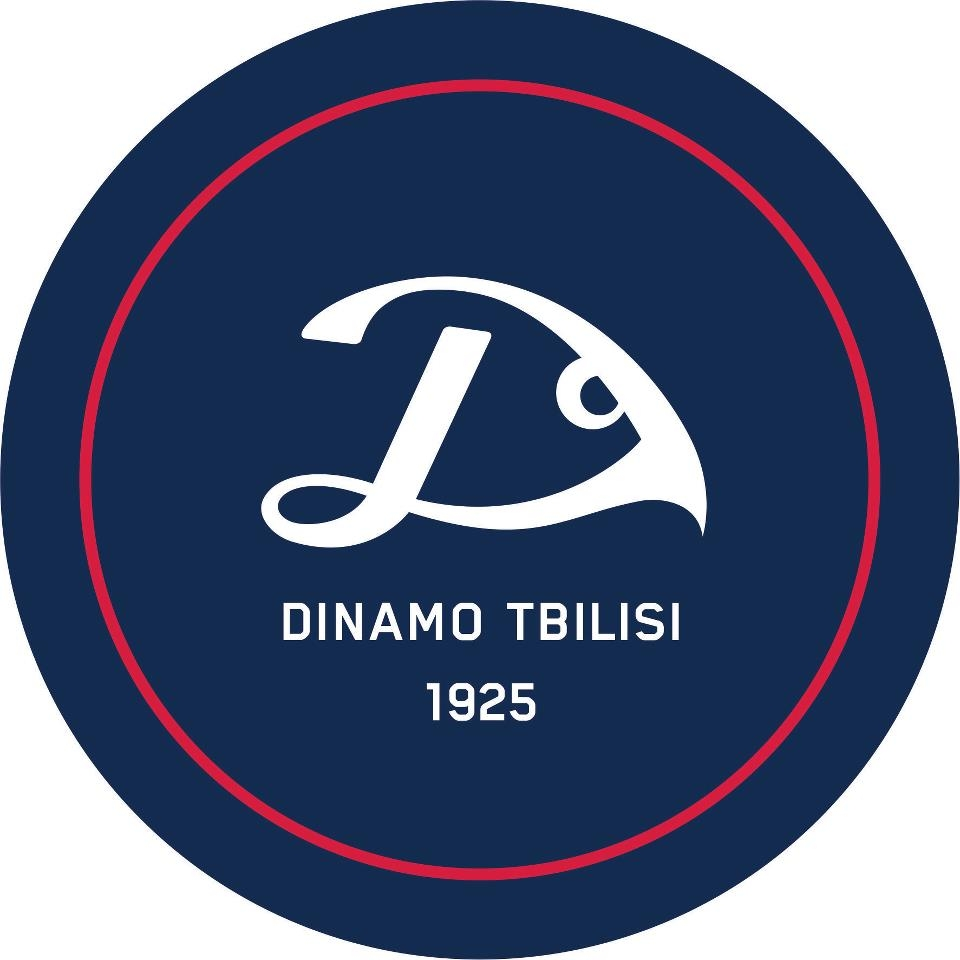
Le Dynamo Tbilisi, futur vainqueur de l’édition 1980-1981 pour la première fois, est le deuxième club soviétique après le Dynamo Kiev à avoir remporté un titre européen.

| Équipe 1             | Résultat | Équipe 2                   | Aller  | Retour |
| -------------------- | -------- | -------------------------- | ------ | ------ |
| Real Madrid Castilla | 4 - 6    | West Ham United            | 3 - 1  | 1 - 5  |
| Celtic FC            | 2 - 2    | Politehnica Timişoara      | 2 - 1e | 0 - 1  |
| Hibernians FC        | 1 - 4    | Waterford AFC              | 1 - 0  | 0 - 4  |
| PAE Kastoria         | 0 - 2    | Dinamo Tbilissi            | 0 - 0  | 0 - 2  |
| Spora Luxembourg     | 0 - 12   | Sparta Prague              | 0 - 6  | 0 - 6  |
| Slavia Sofia         | 3 - 2    | Legia Varsovie             | 3 - 1  | 0 - 1  |
| Hvidovre IF          | 3 - 0    | Fram Reykjavik             | 1 - 0  | 2 - 0  |
| FC Ilves             | 3 - 7    | Feyenoord Rotterdam        | 1 - 3  | 2 - 4  |
| AS Rome              | 3 - 4    | FC Carl Zeiss Iéna         | 3 - 0  | 0 - 4  |
| Valence CF           | 5 - 3    | AS Monaco                  | 2 - 0  | 3 - 3  |
| FC Sion              | 1 - 3    | Haugar Haugesund           | 1 - 1  | 0 - 2  |
| Newport County FC    | 4 - 0    | Crusaders FC               | 4 - 0  | 0 - 0  |
| Omonia Nicosie       | 1 - 7    | K. Waterschei SV THOR Genk | 1 - 3  | 0 - 4  |
| Fortuna Düsseldorf   | 8 - 0    | SV Austria Salzburg        | 5 - 0  | 3 - 0  |
| Malmö FF             | 1 - 0    | KF Partizan Tirana         | 1 - 0  | 0 - 0  |
| Dinamo Zagreb        | 0 - 2    | Benfica Lisbonne           | 0 - 0  | 0 - 2  |

## Huitièmes de finale
| Équipe 1                   | Résultat | Équipe 2              | Aller | Retour |
| -------------------------- | -------- | --------------------- | ----- | ------ |
| West Ham United            | 4 - 1    | Politehnica Timişoara | 4 - 0 | 0 - 1  |
| Waterford AFC              | 0 - 5    | Dinamo Tbilissi       | 0 - 1 | 0 - 4  |
| Sparta Prague              | 2 - 3    | Slavia Sofia          | 2 - 0 | 0 - 3  |
| Hvidovre IF                | 1 - 3    | Feyenoord Rotterdam   | 1 - 2 | 0 - 1  |
| FC Carl Zeiss Iéna         | 3 - 2    | Valence CF            | 3 - 1 | 0 - 1  |
| Haugar Haugesund           | 0 - 6    | Newport County FC     | 0 - 0 | 0 - 6  |
| K. Waterschei SV THOR Genk | 0 - 1    | Fortuna Düsseldorf    | 0 - 0 | 0 - 1  |
| Malmö FF                   | 1 - 2    | Benfica Lisbonne      | 1 - 0 | 0 - 2  |

## Quarts de finale
| Équipe 1           | Résultat | Équipe 2            | Aller | Retour |
| ------------------ | -------- | ------------------- | ----- | ------ |
| West Ham United    | 2 - 4    | Dinamo Tbilissi     | 1 - 4 | 1 - 0  |
| Slavia Sofia       | 3 - 6    | Feyenoord Rotterdam | 3 - 2 | 0 - 4  |
| FC Carl Zeiss Iéna | 3 - 2    | Newport County FC   | 2 - 2 | 1 - 0  |
| Fortuna Düsseldorf | 2 - 3    | Benfica Lisbonne    | 2 - 2 | 0 - 1  |

## Demi-finales
| Équipe 1           | Résultat | Équipe 2            | Aller | Retour |
| ------------------ | -------- | ------------------- | ----- | ------ |
| Dinamo Tbilissi    | 3 - 2    | Feyenoord Rotterdam | 3 - 0 | 0 - 2  |
| FC Carl Zeiss Iéna | 2 - 1    | Benfica Lisbonne    | 2 - 0 | 0 - 1  |

## Finale
| Équipe 1        | Résultat | Équipe 2           |
| --------------- | -------- | ------------------ |
| Dinamo Tbilissi | 2 - 1    | FC Carl Zeiss Iéna |